# Xian Lim
Alexander Xian Cruz Lim Uy (12 de julio de 1989 en San Francisco (California), Estados Unidos), es un actor, cantante y modelo filipino, también conocido artísticamente como Xian Lim. De padre chino y madre filipina, interpretó su primer personaje en 2009, cuando fue elegido para la adaptación televisiva de la película Katorse. Estuvo estudiando Administración en la Universidad de Oriente, donde también fue miembro del equipo de baloncesto del equipo universitario.
Lim fue el artista bajo contrato de "Magic Star". Fue protagonista tras interpretar su primer personaje principal en otra película aunque de poca importancia, antes de participar en la película Katorse. En 2010, interpretó un personaje secundario en la serie televisiva titulada "Rubi", interpretando a Luis Navarro.
En 2011, protagonizó en la serie televisiva titulado "My Girl", junto a Kim Chiu.
En 2012, participó en la película, "My Heart Cactus" o "Mi Corazón Cactus". También como protagonista principal participó en una película juvenil junto a Enchong Dee, Enrique Gil y Kean, filme titulado "The Reunion" o "La Reunión".

## Filmografía

### Televisión
| Año          | Título                                                | Personaje                     | Notas                                    | Canal     |
| ------------ | ----------------------------------------------------- | ----------------------------- | ---------------------------------------- | --------- |
| 2008         | My Girl                                               | Appearance Only               | Cameo appearance                         | ABS-CBN   |
| 2008–2009    | Your Song Presents: My Only Hope                      | Enrico "Rick" Alejandro       | Supporting Role                          | ABS-CBN   |
| 2009         | Katorse                                               | Albert Arcangel               | Main Role                                | ABS-CBN   |
| 2010         | Midnight DJ                                           | Luis                          | "JS Prom Nightmare" episode              | TV5       |
| 2010         | Maynila                                               | Marc                          | Episode: Makinig Ka, Puso                | GMA       |
| 2010         | Maynila                                               | Lance                         | "Hunky and Virile" episode               | GMA       |
| 2010         | Rubi                                                  | Luis Navarro / Luis N. Ferrer | Extended Role                            | ABS-CBN   |
| 2010         | Agimat: Ang Mga Alamat ni Ramon Revilla: Elias Paniki | Gabriel                       | Main Role                                | ABS-CBN   |
| 2010         | Lactacyd ConfiDANCE                                   | Himself                       | Host                                     | Studio 23 |
| 2010         | Midnight DJ                                           | Jake                          | "Bulong ng Demonyo" episode              | TV5       |
| 2010         | Maalaala Mo Kaya                                      | Mark                          | "Marriage Contract" episode              | ABS-CBN   |
| 2010         | Wansapanataym                                         | Aris                          | "Bandanang Itim" episode                 | ABS-CBN   |
| 2010         | Your Song Presents: Andi                              | Ralph                         | "Tell Me" episode                        | ABS-CBN   |
| 2010–present | Celebretips: Studio 23                                | Himself                       | Host                                     | Studio 23 |
| 2011         | Minsan Lang Kita Iibigin                              | Young Joaquin Del Tierro      | Special Participation                    | ABS-CBN   |
| 2011         | Yamaha Yey                                            | Co-Host                       |                                          | Studio 23 |
| 2011–2012    | My Binondo Girl                                       | Andrew "Andy" Wu              | Main Role                                | ABS-CBN   |
| 2012         | Gandang Gabi Vice (The Birthday Trending Concert)     | Himself                       | Guest Performer                          | ABS-CBN   |
| 2012         | MYX                                                   | Himself/VJ                    | Guest Celebrity VJ for the month of June | Myx       |
| 2012         | Promil I-shine                                        | Himself                       | Host                                     | ABS-CBN   |
| 2012         | Ina, Kapatid, Anak                                    | William                       | Main Role                                | ABS-CBN   |

### Películas
| Año  | Título          | Personaje | Notes           | Producción                   |
| ---- | --------------- | --------- | --------------- | ---------------------------- |
| 2010 | Mamarazzi       | Oscar     | Supporting role | Regal Films                  |
| 2010 | Two Funerals    | Gil       | Main Role       |                              |
| 2012 | My Cactus Heart | Bene      | Main Role       | Star Cinema & Skylight Films |
| 2012 | The Reunion     | Joax      |                 | Star Cinema                  |

## Discografía

### Álbum de estudio
| Artista  | Álbum       | Pistas                                                                              | Año  | Reconocimientos |
| -------- | ----------- | ----------------------------------------------------------------------------------- | ---- | --------------- |
| Xian Lim | So It's You | 1. So It's You 2. Reaching Out 3. Oh Babe 4. Puso Kong Hibang 5. Ako'y Sa'yo Lamang | 2012 | Star Records    |

### Premios y nominaciones
| Año  | Premio             | Categoría                      | Resultado |
| ---- | ------------------ | ------------------------------ | --------- |
| 2012 | Yahoo! OMG! Awards | BREAKTHROUGH ACTOR OF THE YEAR | Ganador   |
| 2012 | Yahoo! OMG! Awards | LOVE TEAM OF THE YEAR with Kim | Ganador   |
| 2012 | Guillermo Awards   | Most Promising Actor           | Nominado  |